# Província de Tango
Tango (丹後国, Tango no Kuni) foi uma antiga província do Japão ao norte da atual prefeitura de Kyoto, na costa do Mar do Japão. Tango fazia fronteira com as províncias de Tajima, Tanba, e Wakasa.

Mapa das províncias japonesas (1868) com a província de Tango em destaque

Em várias épocas, as cidades de Maizuru e Miyazu foram capital da província.

## Recorte histórico
No 3º mês do 6º ano da era Wadō (713), a província de Tango foi administrativamente separada de Tanba (丹波国).  No mesmo ano, o Daijō-kan da Imperatriz Genmei continuou a organizar outras mudanças cadastrais no mapa provincial do Período Nara.
Em Wadō 6, a Província de Mimasaka (美作国) foi separada da província de Bizen (備前国); e Hyūga (日向国) foi separada de Osumi (大隈国).  Em Wadō 5 (712), Mutsu (陸奥国) foi separada de Dewa (出羽国).

### Leitura complementar
- Titsingh, Isaac, ed. (1834). [Siyun-sai Rin-siyo, 1652], Nipon o daï itsi ran; ou, Annales des empereurs du Japon, tr. par M. Isaac Titsingh avec l'aide de plusieurs interprètes attachés au comptoir hollandais de Nangasaki; ouvrage re., complété et cor. sur l'original japonais-chinois, accompagné de notes et précédé d'un Aperçu d'histoire mythologique du Japon, par M. J. Klaproth.  Paris: Oriental Translation Fund of Great Britain and Ireland.--Two copies of this rare book have now been made available online: (1) from the library of the University of Michigan, digitized January 30, 2007; and (2) from the library of Stanford University, digitized June 23, 2006.  Click here to read the original text in French.